# Förvaltningsrätten i Stockholm
Förvaltningsrätten i Stockholm är en förvaltningsdomstol, som har ersatt Länsrätten i Gotlands län och Länsrätten i Stockholms län och dömer i förvaltningsmål i första instans. Förvaltningsrätten i Stockholm är även migrationsdomstol tillsammans med Förvaltningsrätterna i Göteborg, Malmö och Luleå. 

## Domkrets
Förvaltningsrättens domkrets är Gotlands län samt Stockholms län med undantag av de tre nordliga kommunerna Norrtälje, Sigtuna och Upplands Väsby. De senare kommunerna tillhör domkretsen för Förvaltningsrätten i Uppsala. När Förvaltningsrätten i Stockholm dömer som migrationsdomstol är domkretsen en annan. Domkretsen omfattar då Stockholms län, Uppsala län, Södermanlands län, Gotlands län, Västmanlands län, Dalarnas län och Gävleborgs län. 
Följande kommuner ingår således i domkretsen i vanliga mål (ej migrationsmål):
| - Botkyrka - Danderyd - Ekerö - Gotland - Haninge | - Huddinge - Järfälla - Lidingö - Nacka - Nykvarn | - Nynäshamn - Salem - Sollentuna - Solna - Stockholm | - Södertälje - Täby - Tyresö - Upplands-Bro - Vallentuna | - Vaxholm - Värmdö - Österåker |

## Organisation
Förvaltningsrätten i Stockholm är landets största domstol, med cirka 500 anställda. Förvaltningsrätten är uppdelad i ett antal olika avdelningar, som alla leds av en chefsrådman. På förvaltningsrätten arbetar bl.a. domare (rådmän och förvaltningsrättsfiskaler) men även andra jurister såsom föredragande jurister och förvaltningsrättsnotarier samt domstolshandläggare och annan administrativ personal. Vid förvaltningsrätten tjänstgör även ca. 700 nämndemän.

## Lagmän
- 2010-2013: Mari Andersson (2004-2010 lagman för Länsrätten i Stockholms län)
- 2013-2017: Gudrun Antemar
- 2017-2021: Stefan Holgersson (jurist)
- 2021–: Eva-Lotta Hedin

## Fotnot
1. ↑  5 § Förordningen (1977:937) om allmänna förvaltningsdomstolars behörighet m.m. i dess lydelse från den 15 februari 2010, förordning 2009:872
2. ↑  https://www.domstol.se/forvaltningsratten-i-stockholm/om-forvaltningsratten/var-verksamhet/